# 오토촌 (나라현)
오토촌(大塔村)은 나라현 남서부에 존재했던 촌이다. 2005년 9월 25일, 요시노군 니시요시노촌과 함께 고조시에 편입해 폐지되었다.

## 개요

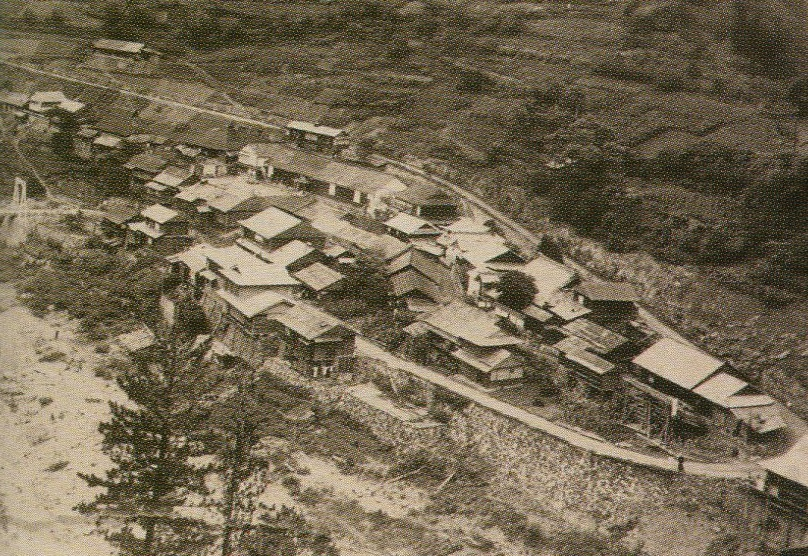
1927년경 사카모토의 풍경

요시노 군의 서쪽 가쓰키 반도에 있는 기이 산지의 산악 지역에 위치한다. 와카야마현과 현 경계를 이루는 마을로 임업이 번성하였다

## 지리
나라현의 남부, 기이 반도의 중앙부에 위치하고 기이 산지를 동서로 나누는 도쯔 강가에 촌락을 이루는 산간 마을이다. 마을 내 96%는 삼림이며 고지에 있어 맑은 공기에 싸여 밤하늘에 펼쳐진 별들의 반짝임은 각별하다.고지에 위치하므로 야간에 구름이 하강하여 일시적으로 안개가 낄 수 있다. 안개가 걷힌 후에는 하계의 빛을 안개가 차단하기 때문에 은하 등이 비교적 잘 보인다.또한 천문대는 넓은 부지를 가지고 있으며, 관망회 등이 개최된다.

## 인구

### 1920년 부터 1960년 까지
1920년 실시된 인구조사에서는 3111명이며 1950년 인구조사에서는 3127명이다.이 해까지 인구는 3000명 정도를 유지했다. 이후에는 사루곡댐 건설에 따른 건설 관계자가 유입됨에 따라 인구는 급증하여 1955년 인구 조사에서는 5401명을 기록하였다. 댐이 완성되자 건설 관계자들은 유출되었고, 댐이 완공되면서 마을이 물에 잠기는 지역에 거주하던 사람들도 유출되어 1960년 인구조사에서 2991명이 되었다.

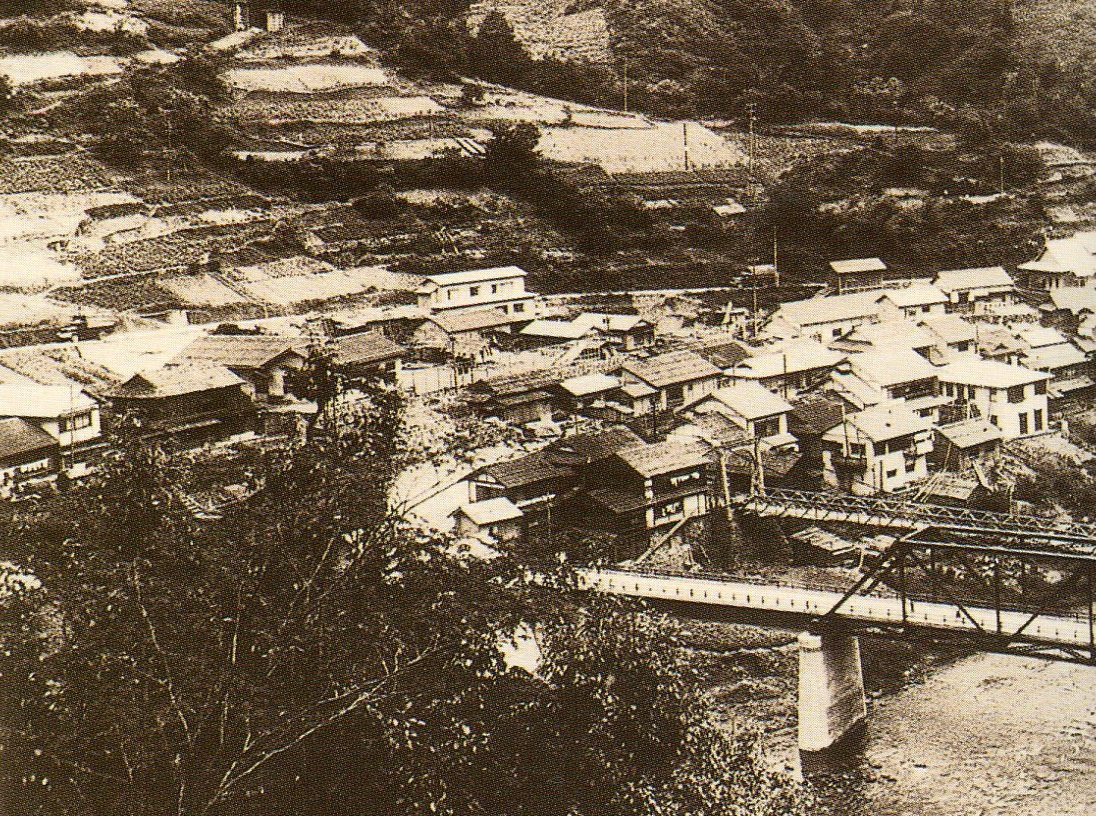
사루야 댐에 가라앉기 전 사카모토의 거리 풍경 1950년경 촬영

### 1960년부터 고조시와의 편입합병 직전까지
고도 경제 성장기 이후 마을의 주요 산업이었던 임업 쇠퇴와 도시로 유출되는 마을 주민의 증가로 인구가 급감하였다. 1970년 인구조사에서는 1653명, 1975년 인구조사에서는 1274명으로 나타났다. 1980년 이후에는 감소 수가 둔화되었으나 모수가 적어 감소율은 높아 마침내 1000명 아래로 떨어졌고 1985년 인구조사에서는 927명이 되었다. 1990년대 800명대였으나 21세기에 이르러 700명 정도까지 감소하였다. 인구 유출로 인한 재정 상황 악화 등으로 고조시에 편입 합병하기에 이르렀다.

## 역사
- 1889년 4월 1일 - 정촌제 시행과 함께 18개촌의 구역을 합병해 성립하였다.
- 1889년 8월 18일 - 요시노군 대수해로 당촌에서 사망자 35명, 부상자 6명, 유출 전반파 가옥 87채의 피해가 발생하였다.
- 1905년 2월 - 고조 경찰서 한본부장 파출소가 설치되었다.
- 2005년 9월 25일 - 고조시에 편입되었다. 동일 오토촌은 폐지되었다.

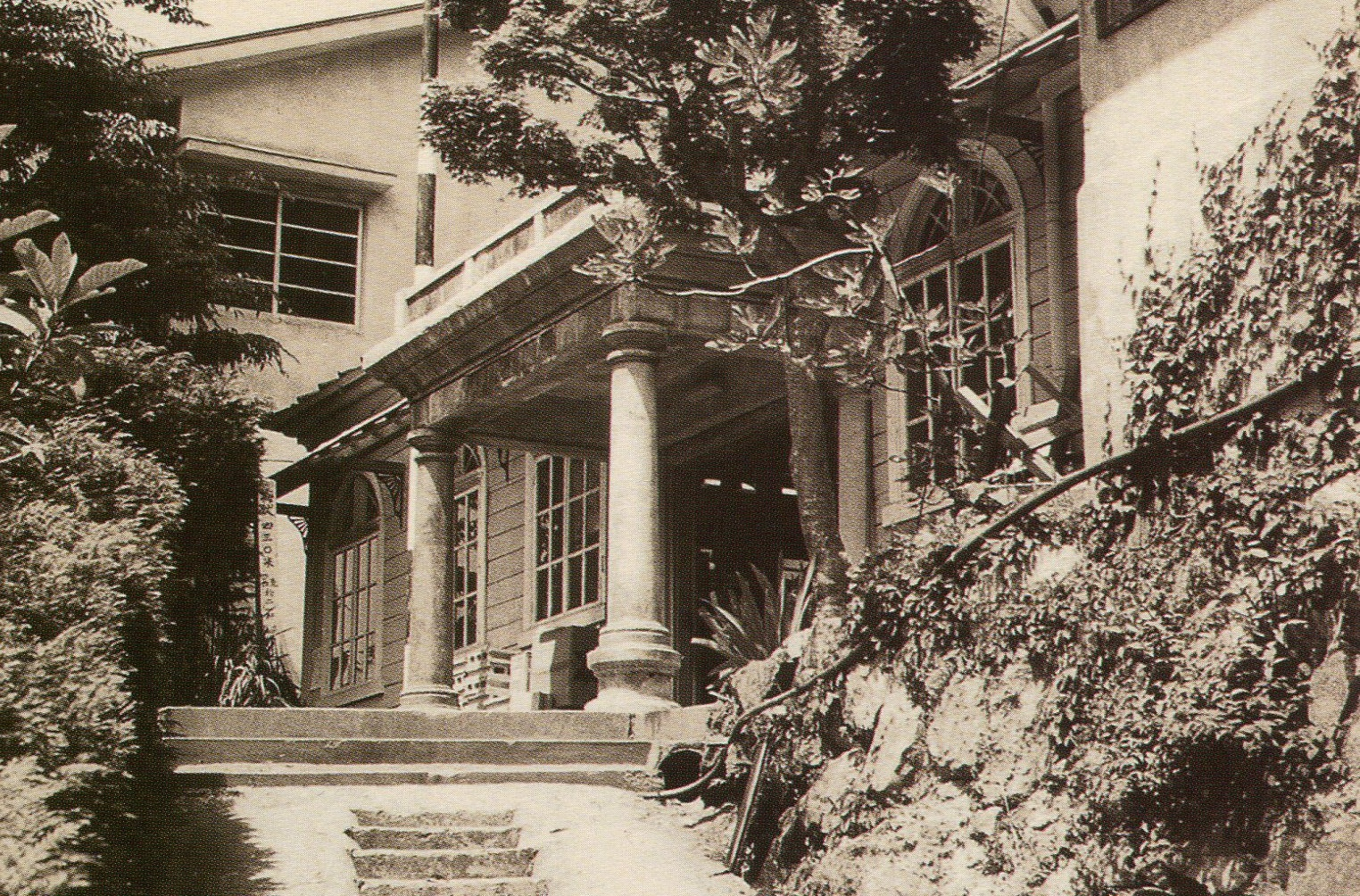
1936년 촬영한 오토 촌사무소
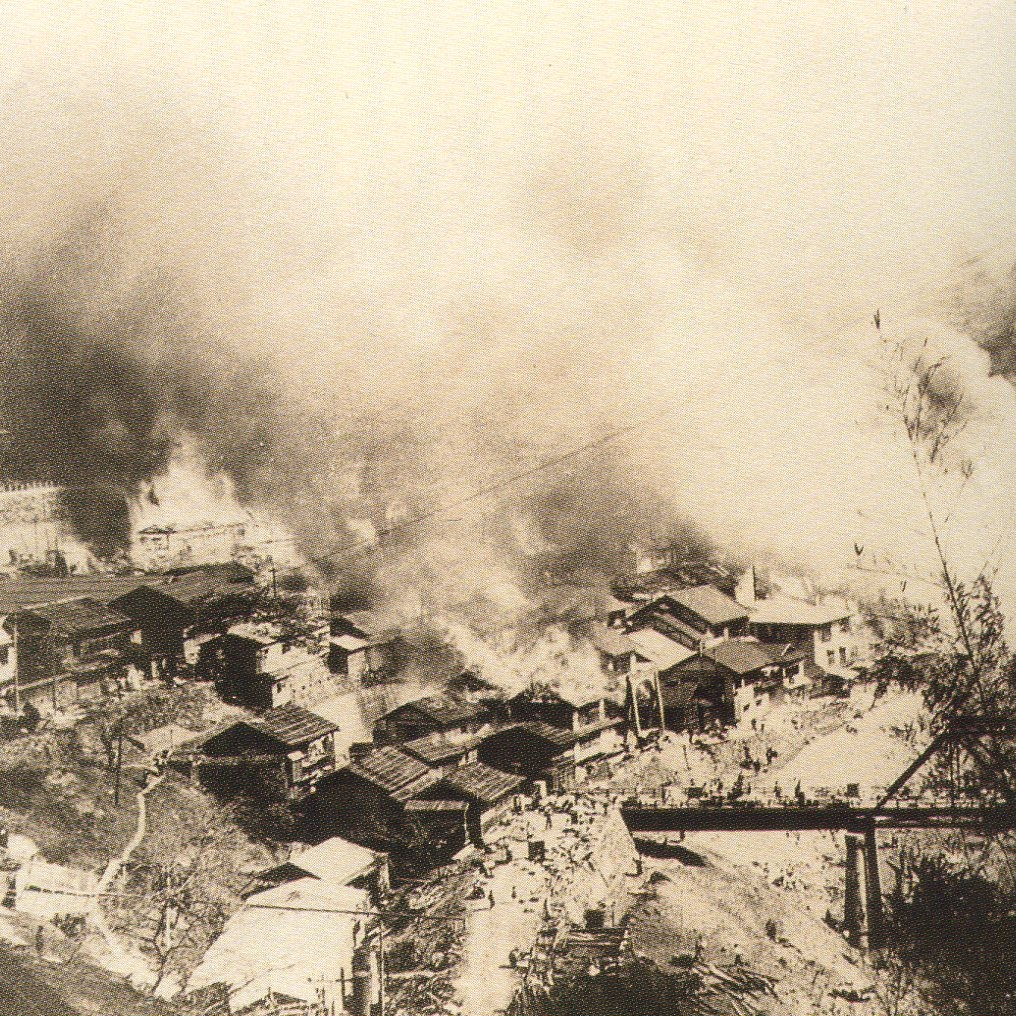
사카모토의 대화 1956년 4월 22일 촬영

## 교통

### 도로
- 국도 제168호선